# Pilula praetumida
Pilula praetumida é uma espécie de gastrópode  da família Charopidae.
É endémica de Reunião.